# ساپ‌ویث کمل
ساپ‌ویث کمل (به انگلیسی: Sopwith Camel) یک هواگرد دوباله تک‌‌موتوره ساخت ساپ‌ویث در بریتانیا است.